# Louisa Johnson
Louisa Johnson (* 11. Januar 1998 in Essex, England) ist eine britische Sängerin. Bekanntheit erlangte sie, als sie die zwölfte Staffel der britischen Castingshow The X Factor gewann.

## Leben und Karriere

### Leben
Louisa Johnson wurde 1998 in Thurrock im britischen Essex geboren, wo sie heute mit ihrer Mutter und ihrem Bruder lebt. Sie singt seit 2005 und geht in Essex zur Schule.

### Teilnahme an The X Factor 2015
Am 29. August 2015 wurde Johnsons erste Audition bei ITV 1 ausgestrahlt. Sie sang ein Cover des Liedes Who’s Loving You von der Gruppe The Miracles (William „Smokey“ Robinson)  und qualifizierte sich für die nächste Runde. Am 12. und 13. Dezember 2015 fand das Finale der Show statt, das sie mit 53,9 % aller Stimmen vor dem Duo Reggie 'N' Bollie (38,9 %) und dem Sänger Ché Chesterman (7,2 %) gewann. Ihre Debütsingle ist ein Cover des Liedes Forever Young von Bob Dylan. Mit ihren damals 17 Jahren ist sie die jüngste Gewinnerin des britischen X Factors.

## Diskografie
Singles
- 2015: Forever Young
- 2016: So Good
- 2017: Best Behaviour
- 2017: Unpredictable (mit Olly Murs)
- 2018: Yes (feat. 2 Chainz)
- 2018: Between You and Me (mit One Bit)

Gastbeiträge
- 2016: Tears (Clean Bandit feat. Louisa Johnson)
- 2017: Weak (Stay Strong Mix) (AJR feat. Louisa Johnson)
- 2017: Bridge over Troubled Water (als Teil von Artists for Grenfell)
- 2018: 999 (Mars Moniz feat. Wusu & Louisa)
- 2019: Here We Go Again (Sigma feat. Louisa)
- 2019: Ain’t Thinking Bout You (KREAM & Eden Prince feat. Louisa)